# Équipe d'Oman de beach soccer
L'équipe d'Oman de beach soccer est une sélection qui réunit les meilleurs joueurs omanis dans cette discipline. L'équipe est entraînée par Talib Al Thanawi.

## Palmarès
- Coupe du monde
  - 1er tour en 2011, 2015, 2019, 2021 et en 2025

- Coupe intercontinentale
  - 1er tour en 2011

- Championnat d'Asie
  - Vainqueur en 2015
  - Finaliste en 2011 et 2025
  - 3e en 2009, 2019 et 2023

## Effectif 2011
Effectif retenu pour la Coupe du monde de beach soccer de 2011 :
| N° | Nat.           | Poste | Nom du joueur      |
| -- | -------------- | ----- | ------------------ |
| 1  | Drapeau d'Oman | G     | Abdullah Al Qasim  |
| 2  | Drapeau d'Oman | D     | Juma Al Wahaibi    |
| 3  | Drapeau d'Oman | D     | Jalal Al Sinani    |
| 4  | Drapeau d'Oman | D     | Yahya Al Araimi    |
| 5  | Drapeau d'Oman | D     | Nasser Al Mukhaini |
| 6  | Drapeau d'Oman | D     | Khalid Al Rajhi    |

| No. | Nat.           | Position | Nom du joueur     |
| --- | -------------- | -------- | ----------------- |
| 7   | Drapeau d'Oman | M        | Haitham Al Araimi |
| 8   | Drapeau d'Oman | A        | Yaqoob Al Alawi   |
| 9   | Drapeau d'Oman | M        | Faisal Al Bulushi |
| 10  | Drapeau d'Oman | A        | Hani Al Dhabit    |
| 11  | Drapeau d'Oman | M        | Ishaq Al Qassmi   |
| 12  | Drapeau d'Oman | G        | Harib Showan      |